# Болотный тиранн Кабаниса
Болотный тиранн Кабаниса (лат. Knipolegus cabanisi) — вид птиц из семейства тиранновых. Название дано, возможно, в честь немецкого орнитолога Жана Луи Кабаниса. Иногда вид считают конспецифичным с Knipolegus signatus. В этом случае их объединяют в один таксон, который называют андийским тиранном.

## Распространение
Обитают на юго-востоке Перу, в западной части Боливии и в северной Аргентине. Естественной средой обитания являются субтропические и тропические влажные горные леса.
МСОП присвоил виду охранный статус LC.